# Johnny Cecotto
Johnny Cecotto (n. 25 ianuarie 1956, Caracas, Venezuela) este un fost pilot de motociclete și curse auto venezuelean care a evoluat în Campionatul Mondial de Formula 1 între anii 1983 și 1984.